# Johorea decorata
Johorea decorata är en spindelart som beskrevs av George Hazelwood Locket 1982. Johorea decorata ingår i släktet Johorea och familjen täckvävarspindlar. Inga underarter finns listade i Catalogue of Life.